# Вечір у Візантії
«Вечір у Візантії» (англ. Evening in Byzantium) — любовний роман-бестселер 1973 року американського письменника Ірвіна Шоу. У 1978 році на основі твору був знятий одноіменний двохсерійний фільм-драма.

## Сюжет
Дія відбувається в середині двадцятого століття на Лазурному березі Франції під час Канського кінофестивалю, а потім переноситься в Нью-Йорк. Все починається з того, що в готельний номер кінопродюсера Джесса Крейга заходить дівчина. Зовут її Гейл Маккіннон, вона журналістка, їй 22 роки. Крейг — відомий продюсер, але в останні роки він відійшов від діл: за п'ять років не зняв жодного фільму. Йому 48 років. У той же час Гейл Маккіннон має намір опублікувати про Крейга велику статтю.
До приїзду на Каннський кінофестиваль  Джесс Крейг наполегливо працював і вперше в житті написав власний сценарій. На це його вдохновила його нова подруга, Констанс Добсон, «краща з жінок, яких він знав», яка повернула йому смак до життя. В основі сценарію була історія, яку розказала Констанс, про любов 82-річного магната до 19-річної дівчини, мати якої була його коханкою. Він залицявся до неї, дарив квіти, катав на яхті, влаштовував на її честь вечірки. А коли вона вийшла замуж, він через три дні помер.
Історія, описана в сценарії, в якійсь мірі повторюється і в житті Крейга. Він закохується в Гейл Маккіннон, яка описує дочку жінки, яка два місяці працювала у нього на початку його кар'єри. Як підозрює Гейл, у Крейга і її матері був любовний зв'язок, після якого її мати слідувала за продюсером, збирала газетні вирізки про нього і клеїла їх в альбоми. Після того, як мати втікла з черговим коханцем, Гейл знайшла ці альбоми, вивчила їх вміст, що і спонукало її шукати зустрічі з Крейгом. Приїхавши в Канни, Крейг показує сценарій старому другу — вдалому голлівудському агенту Браяну Мерфі. Тот говорить, що сценарій нікуди не годиться. Однак Крейг не здається і в кінцевому підсумку для постановку фільму за цим сценарієм береться популярний режисер Брюс Томас. Тільки тоді Джесс Крейг визнається, що автор — він сам. Після того, як справи зі сценарієм були залагоджені, Крейг виїжджає з Канн. Гейл перехоплює його в аеропорту, де розповідає, хто ж вона є насправді.
Після повернення в Нью-Йорк Джесс Крейг поселяється в готель, де колись працював над сценарієм вистави, яка принесла йому успіх. Крейга багато хто любить, але самому собі він не подобається. Невдоволення собою, викликані обставинами особистого життя, постійні подорожі з однієї країни в іншу, з міста в місто, з готелю в готель — все разом — призводять до серйозної хвороби. Миттєво у него відкривається внутрішня кровотеча. На наступний день він добирається до дому Брюса Томаса і просить його викликати лікаря.
В лікарні в Нью-Йорку йому роблять операцію. Його шанси вижити були невеликі — 50 на 50. Але він залишаєтся живий.

## Екранізація
"Вечір у Візантії" Джеррі Лондона - (телефільм, 1978 рік).